# Château de l'Hers
Pour l’article homonyme, voir Quartier du Château-de-l'Hers.
Le château de l'Hers, situé à Châteauneuf-du-Pape, sur les bords du Rhône a des origines qui remontent au début du Xe siècle. Jusqu'à la Révolution française, il fut une enclave du Languedoc dans le Comtat Venaissin. Protégé au titre des monuments historiques depuis 1973 puis en 2023, il a donné son nom à un domaine viticole.

## Localisation
Le château de l'Hers est bâti sur une plateforme rocheuse de 25 m de côté, sur la commune de Châteauneuf-du-Pape, dans le département français du Vaucluse. Dès 913, une forteresse y est citée, prélevant péage sur le Rhône, un des cheminements les plus fréquentés du royaume, qui en baignait ses pieds.

## Origine

### De la Préhistoire à l'Antiquité tardive
-Au château de l'Hers, divers éléments témoignent de l'occupation de ce point stratégique de contrôle du trafic fluvial du Rhône, à partir de l'Antiquité tardive au plus tard. Plusieurs tombes en bâtière formant une petite nécropole des Ve – VIIe siècles, non loin de la 1re chapelle connue du château, dédiée aux Saints Côme et Damien. Lors de la fouille de cette église ruinée, des industries lithiques, des tessons de l'age du fer et antique, fragments de tegulae et une plaque de revêtement en cipolin, probablement antique, réemployée dans la maçonnerie. Un nombre important d'armes, pièces, médailles ont existé dans les environs. Le péage sur le Rhône aurait été fondé en 79 apr. J.-C. sous Vespasien, selon V. Millet (1864).
-Il a dû exister un castrum romain détruit probablement lors des grandes invasions. Celui-ci apparaît sous le nom de castellum de Leri dans une charte de 913. Elle est signée de Louis l'Aveugle qui cède ce lieu à Foulques, évêque d'Avignon.

## Le vieux château de Châteauneuf-du-Pape

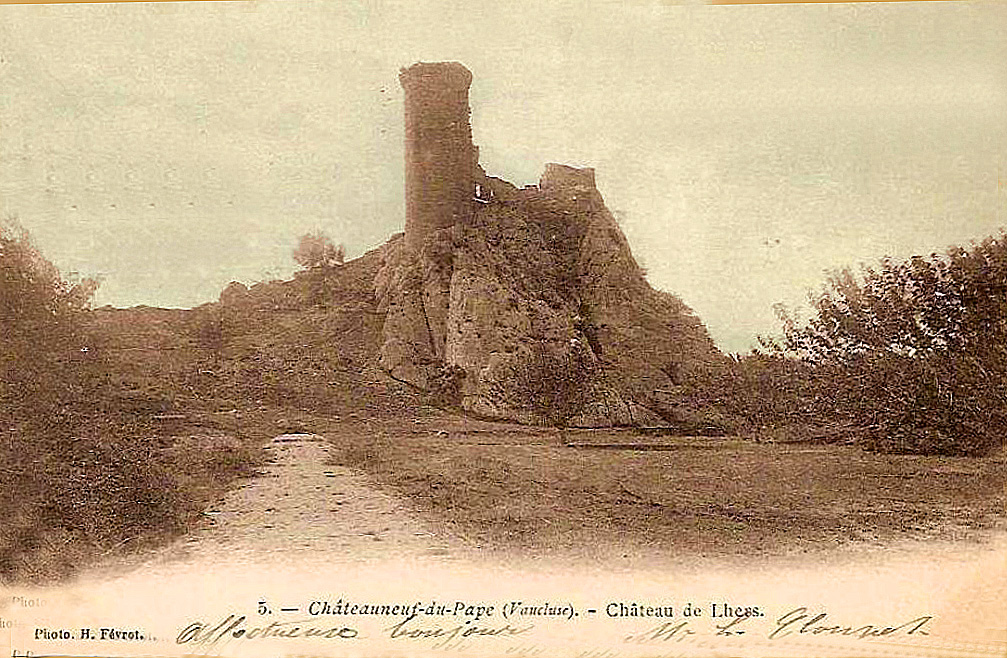
Le vieux château de Châteauneuf-du-Pape.

En 1077, son successeur Rostaing, inféoda ce fief à Pierre d'Albaron qui fit construire un donjon. Son antériorité est évidente puisque la première mention d'un Castro Novo (nouveau village fortifié), qui donna le nom de Châteauneuf-du-Pape, n'apparaît qu'en 1094. Devenu château de l'Hers, après son agrandissement au XIIe siècle, il fut rénové une première fois au cours du XIIIe siècle. Certains historiographes y ont installé des Templiers à la fin du XIIe siècle,. Cette légende a été battue en brèche par les historiens du XXe siècle.
L'Hers (ou Lair, ou Lers), devenue enclave du Languedoc sur la rive droite du Rhône, eut d'ailleurs son château et son village en ruines au cours du XIIe siècle. Les textes notifient que cette paroisse comportait deux lieux de culte, l'église paroissiale placée sous le vocable de Sainte-Marie et la chapelle castrale dédié aux saints Côme et Damien.
Jacques d'Euze, ancien évêque d'Avignon, fut élu pape en 1316 et prit le nom de Jean XXII. Châteauneuf relevant directement de lui, à peine installé comme pape depuis un trimestre, il fit entreprendre des travaux à l'Hers. Les comptes de la Révérende Chambre Apostolique nous apprennent qu'il consacra 3 000 florins à la restauration du vieux château du XIIe siècle,.

## Péage et surveillance sur le Rhône

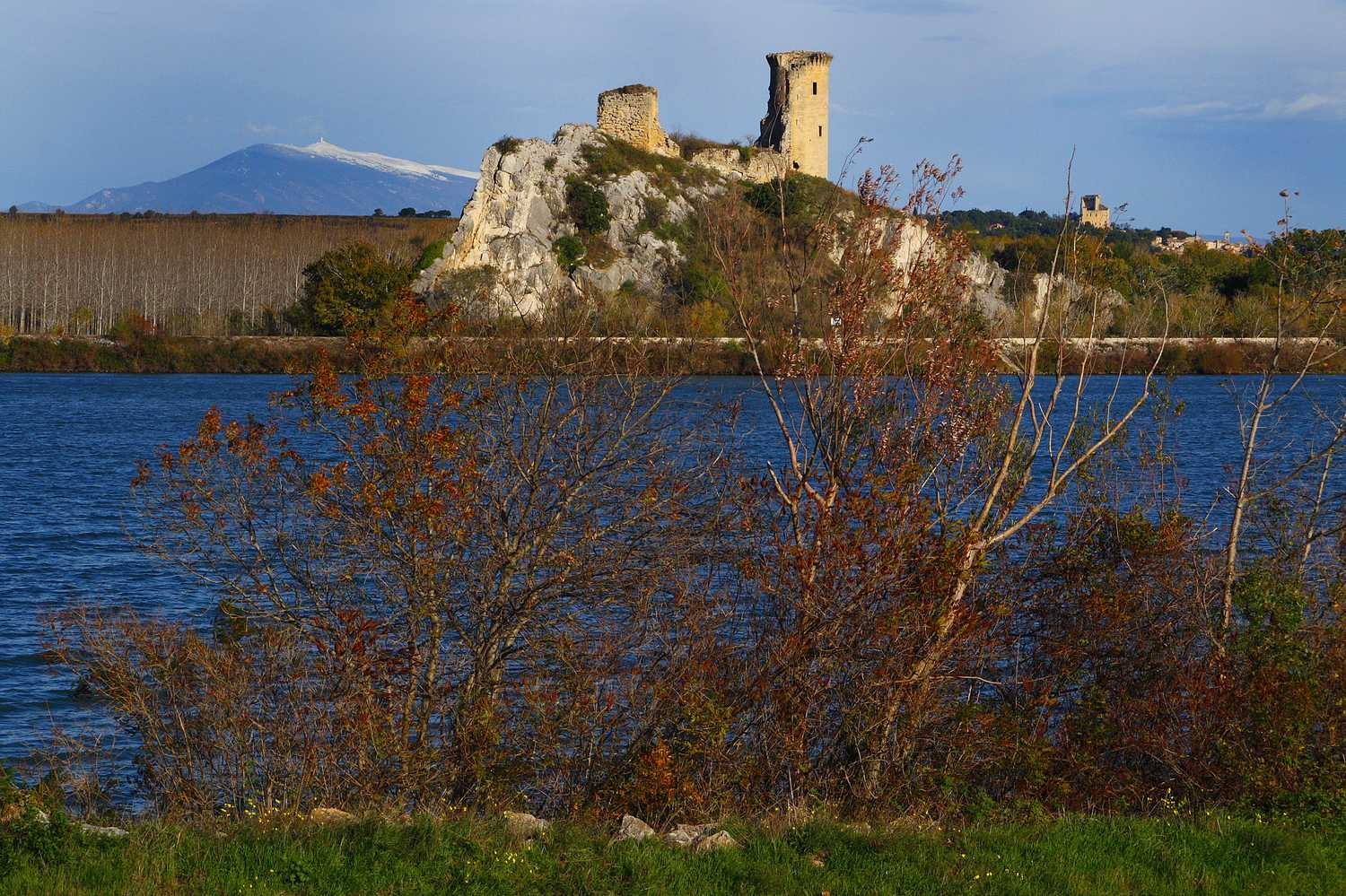
Le château vu de Roquemaure.

Tout au cours de Moyen Âge, le vieux château fut un poste de surveillance et de péage sur le Rhône qui passa à différentes familles alliées des Albaron.
Les Albaron conservèrent leur fief jusqu'en 1360, date à laquelle il passa en dot à la famille des Roquefeuil. Vers 1400, il revint aux Albaron de Laudin des Baux qui le conservèrent jusque dans les années 1420. La dernière héritière de cette famille l'apporta en dot à un Allemand. Cette famille prit dès lors le nom des Allemand de Laudun Albaron. Au cours du XVIe siècle, le château et ses droits péagers échurent successivement aux Arpajon Cardaillac, Monteynard, Montmorency, puis au duc de Lévis Ventadour. Hercule de Rohan, prince de Soubise, en hérita au XVIIe siècle et sa famille le possédait encore quand éclata la Révolution.
Les péages furent abolis avec l'abrogation des privilèges au cours de la Révolution française et l'enclave de l'Hers fut rattachée au nouveau département de Vaucluse.

## Le château de nos jours
Il appartient à la Famille Quiot, propriétaire de nombreux vignobles sur Châteauneuf-du-Pape. Dans le domaine qui porte son nom, Marcel Georges y élabore un Châteauneuf-du-pape rouge à base de Syrah, Mourvèdre, Muscardin, Counoise, Cinsault, Grenache, Vaccarese et Terret, et un Châteauneuf-du-pape blanc où s'assemblent Picardan, Roussanne, Clairette, Picpoul et Grenache blanc. D'une superficie de 14 hectares, c'est l'un des rares vignobles de l'AOC à proposer la gamme complète des treize cépages de Châteauneuf-du-Pape.
| Nom et origine | Nom et origine               | Représentation | Description |
| -------------- | ---------------------------- | -------------- | --- |
| grenache N     | Espagne                      |                | Plant vigoureux, ce cépage domine dans le vignoble châteaunevois avec 60 % des surfaces plantées. Atteignant en Vaucluse sa limite septentrionale, il y révèle tout son potentiel en donnant à la fois un vin peu coloré mais d'une grande amplitude aromatique où se retrouvent des notes de kirsch, de prunes et de cassis. |
| mourvèdre N    | Espagne                      |                | Cépage à maturité tardive et sensible à la sécheresse, il apporte des arômes spécifiques au vin lors de son vieillissement. Très qualitatif, il procure aussi une couleur profonde et des tannins aptes à s'affiner au cours des années.                                                                                      |
| syrah N        | Vallée du Rhône              |                | Très représenté dans le vignoble castelpapal, ce cépage, outre sa grande richesse aromatique, donne couleur et tannins fondus. En assemblage avec le grenache et le mourvèdre, il donne des vins qui truffent. |
| cinsault N     | Provence                     |                | Cépage à double fin - raisin de cuve et raisin de table - il est un peu délaissé dans ce terroir car peu tannique et peu coloré. Il apporte pourtant au vin élégance, fruité et finesse. |
| muscardin N    | Vaucluse                     |                | Originaire du département de Vaucluse, il est toujours vinifié en assemblage avec d'autres cépages. Il apporte au vin floralité et fraîcheur. |
| counoise N     | Espagne ou Vaucluse          |                | Originaire d'Espagne, il fut offert à Urbain V — alors pape à Avignon — par un vice-légat nommé Counesa. Toujours vinifié en assemblage, ce cépage apporte finesse, souplesse et fruité. Ces vins à la robe profonde et brillante dégagent des arômes d'épices, de prune et de mûre.                                          |
| clairette B    | Provence et Languedoc        |                | Cépage autochtone donc particulièrement adapté à un terroir où se combinent chaleur et sol caillouteux, il procure des vins onctueux, avec des arômes complexes où se mêlent agrumes et fleurs blanches. |
| bourboulenc B  | Provence et Languedoc        |                | Variété tardive, ce cépage aime les terroirs secs, chauds et de faible altitude. Il est donc particulièrement adapté à celui de Châteauneuf-du-Pape. Porteur d'équilibre, il donne un vin nerveux, très floral, plein d'arômes subtils quoique légèrement fugaces (amande amère, vanille, pomme verte).                       |
| roussanne B    | Vallée du Rhône              |                | Extrêmement qualitatif, il apporte aux vins de Châteauneuf élégance et finesse. Ses arômes se caractérisent par des notes florales où se mêlent des senteurs d'iris, de violette et de chèvrefeuille. |
| picpoul B      | Vallée du Rhône et Languedoc |                | Originaire du Languedoc, son vin, bouqueté et aromatique, est riche, typé, nerveux, plein de finesse et d'élégance. |
| picardan B     | Provence                     |                | Originaire de la Provence, ce cépage est vigoureux et productif. Il est vinifié en assemblage et apporte typicité, bouquet et finesse. |
| terret noir N  | Vallée du Rhône et Languedoc |                | Souvent assemblé au grenache et à la syrah, dont il atténue la puissance, il donne un vin peu coloré, léger, mais au bouquet agréable porté par une bonne acidité,. |
| vaccarèse N    | Camargue                     |                | Originaire de la basse Provence, il donne un vin floral, léger et peu coloré, frais et élégant. En assemblage, il modère l'ardeur du grenache. |

Le domaine viticole s'il a gardé le nom du château n'intègre pas celui-ci dans son exploitation car il est situé hors de la zone de l'AOC.
Du château, qui épousait le plan carré de l'assise, il ne reste actuellement que la salle basse du donjon médiéval et la tour ronde du XIVe siècle qui ont survécu ainsi que quelques vestiges des remparts. Le site est inscrit aux monuments historiques depuis 1973.
La place était commandé par le donjon carré du XIIIe siècle planté à l'angle nord-ouest et par un second donjon cylindrique, datable du XIVe siècle, haut de 20 m, au sud-est, dans l'angle opposé. La courtine qui épouse les bords de l'à-pic est percée d'une suite impressionnante d'archères.